# 아니바우 카펠라
아니바우 카펠라(Aníbal Capela)는 포르투갈의 축구 선수이다. 본명은 아니바우 아라우주 카펠라(Aníbal Araújo Capela)이다.